# Кононенко, Евгения Анатольевна
Евге́ния Анатольевна Кононе́нко (род. 17 февраля 1959, Киев) — украинская писательница, поэтесса и переводчица

.

## Биография
Окончила механико-математический факультет Киевского государственного университета им. Т. Шевченко (1982) и французскую филологию Киевского института иностранных языков (1994).
Член Национального союза писателей Украины и Ассоциации украинских писателей. Печаталась в журналах «Сучаснисть», «Курьер Кривбасса», «Березиль», «Всесвит» и др. Переводит с французского и английского языков (в том числе современные французские романы Венеры Кури-Гата «Невесты мыса Тенез» и Анни Эрно «Страсть» и «Застывшая женщина»).
Она является автором поэзий, рассказов и эссе, повестей и романов, детских книг, культурологических разведок, журналистских статей и рецензий. Но наибольшее признание Евгения Кононенко получила за свою короткую прозу: книги её рассказов, новелл и эссе переиздаются на Украине, переводятся за рубежом и является темами научных исследований. Короткую прозу Евгении Кононенко уже читают на английском, немецком, французском, хорватском, финском, чешском, русском, польском, белорусском и японском языках. Практически все антологии современной украинской литературы, изданные за рубежом, включают произведения Евгении Кононенко, а некоторые из них получили свои названия именно по названиям произведений писательницы.
Работает научным сотрудником Украинского центра культурных исследований.
За перевод антологии французского сонета стала лауреатом премии им. М. Зерова (1993). Лауреат международного конкурса «Гранослов» за книгу «Вальс первого снега»; премии журнала «Сучаснисть», Конкурса «Коронация слова» и Всеукраинского рейтинга «Книга года» за роман «Имитация»; лауреат литературной премии журнала «Березиль» за роман «Измена»; победитель Второго всеукраинского конкурса радиопьес «Возродим забытый жанр» Национальной радиокомпании Украины, всеукраинского конкурса рассказа на киевскую тематику «Из Киева с любовью» и лауреат первой премии международного литературного фестиваля «Просто так» за новеллу «Книжный магазин ШОК» из одноимённого сборника.
Разведена, воспитывает дочь и сына. Живёт в Киеве.

## Основные работы
- поэтический сборник «Вальс первого снега» (1997), на украинском языке
- книга рассказов «Колоссальный сюжет» (1998), на украинском языке
- роман «Имитация» (2001), на украинском языке
- детская книга «Инфантазии: По мотивам стихотворений Клода Руа» (2001), на украинском языке
- роман «Измена. ZRADA made in Ukraine»(2002), на украинском языке
- сборник короткой прозы «Без мужика» (2005), на украинском языке
- сборник рассказов «И шлюхи выходят замуж» (2006), на украинском языке
- сборник новелл «Новеллы для нецелованных девчонок» (2006), на украинском языке
- роман «Жертва забытого мастера» (2007), на украинском языке
- детская книга «Неля, которая ходит по потолку» (2008), на украинском языке
- «Без мужика» (избранные повести и рассказы). Перевод на русский язык Елены Мариничевой (М.: Издательство «Флюид», 2009 г.)
- сборник новелл и эссе «Книжный магазин ШОК» (2009), на украинском языке
- подростковая книга «Бабушки тоже были девчонками» (2010), на украинском языке
- роман «Русский сюжет» (2012), на украинском языке
- повесть «Ностальгия» (2013), на украинском языке
- сборник эссе «В очереди за святой водой» (e-book, 2013), на украинском языке
- сборник короткой прозы «Симбалайн» (2015), на украинском языке